# I vinili di...
I vinili di... (precedentemente chiamato I miei vinili) è un programma televisivo condotto da Riccardo Rossi in onda dal 2017 prima su Sky Uno, poi su Rai 3 e poi su Rai 1.

## Il programma
La trasmissione prevede la presenza in studio di un ospite (uno a puntata) che racconta aneddoti relativi alla propria vita ed alla propria carriera durante la riproduzione di alcuni dischi in vinile da egli stesso selezionati. Alla conduzione del programma vi è l'attore Riccardo Rossi.
La trasmissione è andata in onda, per le prime due edizioni, su Sky Uno, con il titolo "I miei vinili", tra il 2017 ed il 2018.
Dalla terza edizione il programma passa in Rai, andando in onda su Rai 3, collocato prima in seconda serata il giovedì, poi nel pomeriggio del sabato.
Dopo alcuni anni di sospensione il programma torna con un nuovo titolo ("I vinili di..."). La trasmissione è in onda su Rai 1 nella seconda serata del sabato e la prima puntata vede come protagonista Amadeus. Le puntate di questa edizione sono andate in onda in replica nel palinsesto estivo 2024 di Rai 2.

## Puntate (edizioni Sky)

### Edizione 1 (2017)
| N° | Data           | Ospiti          |
| -- | -------------- | --------------- |
| 1  | 6 giugno 2017  | Anna Foglietta  |
| 2  | 6 giugno 2017  | Enrico Mentana  |
| 3  | 13 giugno 2017 | Stefano Fresi   |
| 4  | 13 giugno 2017 | Luca Barbarossa |
| 5  | 20 giugno 2017 | Fiorello        |
| 6  | 20 giugno 2017 | Carlo Vanzina   |

### Edizione 2 (2018)
| N° | Data             | Ospiti           |
| -- | ---------------- | ---------------- |
| 1  | 18 febbraio 2018 | Margherita Buy   |
| 2  | 18 febbraio 2018 | Lillo            |
| 3  | 25 febbraio 2018 | Giorgia          |
| 4  | 25 febbraio 2018 | Giovanni Minoli  |
| 5  | 4 marzo 2018     | Giovanni Malagò  |
| 6  | 4 marzo 2018     | Neri Marcorè     |
| 7  | 11 marzo 2018    | Veronica Pivetti |
| 8  | 11 marzo 2018    | Alex Britti      |
| 9  | 18 marzo 2018    | Andrea Delogu    |
| 10 | 18 marzo 2018    | Walter Veltroni  |
| 11 | 25 marzo 2018    | Caparezza        |
| 12 | 25 marzo 2018    | Paolo Mieli      |

## Puntate (edizioni Rai)

### Edizione 3 (2018 - 2019) (Rai 3)
| N° | Data             | Programmazione            | Ospiti                      | Telespettatori | Share | Fonte  |
| -- | ---------------- | ------------------------- | --------------------------- | -------------- | ----- | ------ |
| 1  | 11 ottobre 2018  | Giovedì in seconda serata | Luca Cordero di Montezemolo | 549.000        | 3,9%  | [ 1 ]  |
| 2  | 18 ottobre 2018  | Giovedì in seconda serata | Alessandro Gassman          | 391.000        | 2,2%  | [ 2 ]  |
| 3  | 25 ottobre 2018  | Giovedì in seconda serata | Claudia Gerini              | 434.000        | 2,79% | [ 3 ]  |
| 4  | 1º novembre 2018 | Giovedì in seconda serata | Lillo                       | 453.000        | 2,6%  | [ 4 ]  |
| 5  | 10 novembre 2018 | Sabato pomeriggio         | Umberto Guidoni             | 540.000        | 3,45% | [ 5 ]  |
| 6  | 17 novembre 2018 | Sabato pomeriggio         | Federico Moccia             | 680.000        | 4,5%  | [ 6 ]  |
| 7  | 24 novembre 2018 | Sabato pomeriggio         | Olga Fernando               | 782.000        | 5%    | [ 7 ]  |
| 8  | 1º dicembre 2018 | Sabato pomeriggio         | Fabio Ferrari               | 556.000        | 3,5%  | [ 8 ]  |
| 9  | 13 dicembre 2018 | Giovedì seconda serata    | Isabella Rossellini         | 422.000        | 2,6%  | [ 9 ]  |
| 10 | 20 dicembre 2018 | Giovedì seconda serata    | Giancarlo De Cataldo        | 422.000        | 3%    | [ 10 ] |
| 11 | 27 dicembre 2018 | Giovedì seconda serata    | Fabio Volo                  |                |       |        |
| 12 | 3 gennaio 2019   | Giovedì seconda serata    | Speciale                    |                |       |        |
| 13 | 10 gennaio 2019  | Giovedì seconda serata    | Amanda Lear                 | 551.000        | 3,4%  | [ 11 ] |
| 14 | 17 gennaio 2019  | Giovedì seconda serata    | Renzo Arbore                | 578.000        | 3,7%  | [ 12 ] |
| 15 | 24 gennaio 2019  | Giovedì seconda serata    | Francesco Piccolo           |                |       |        |
| 16 | 31 gennaio 2019  | Giovedì seconda serata    | Carlo Verdone               | 508.000        | 2,94% | [ 13 ] |
| 17 | 14 febbraio 2019 | Giovedì seconda serata    | Andrea Purgatori            | 474.000        | 3,5%  | [ 14 ] |
| 18 | 21 febbraio 2019 | Giovedì seconda serata    | Giampiero Mughini           | 470.000        | 3,4%  | [ 15 ] |
| 19 | 28 febbraio 2019 | Giovedì seconda serata    | Amadeus                     | 466.000        | 3,1%  | [ 16 ] |
| 20 | 7 marzo 2019     | Giovedì seconda serata    | Nek                         | 434.000        | 2,8%  | [ 17 ] |
| 21 | 14 marzo 2019    | Giovedì seconda serata    | Mario Tozzi                 | 358.000        | 2,3%  | [ 18 ] |
| 22 | 21 marzo 2019    | Giovedì seconda serata    | Nina Zilli                  | 509.000        | 3,4%  | [ 19 ] |
| 23 | 13 aprile 2019   | Sabato pomeriggio         | Fabio Canino                |                |       |        |

### Edizione 4 (2024) (Rai 1)
| N° | Data             | Ospiti               | Telespettatori | Share | Fonte  |
| -- | ---------------- | -------------------- | -------------- | ----- | ------ |
| 1  | 18 febbraio 2024 | Amadeus              | 953.000        | 14,2% | [ 20 ] |
| 2  | 25 febbraio 2024 | Damiano Gavino       | 281.000        | 7,7%  | [ 21 ] |
| 3  | 3 marzo 2024     | Simona Quadarella    | 592.000        | 10%   | [ 22 ] |
| 4  | 10 marzo 2024    | Giorgia Cardinaletti | 571.000        | 10,7% | [ 23 ] |
| 5  | 17 marzo 2024    | Fasma                | 408.000        | 9,1%  | [ 24 ] |
| 6  | 24 marzo 2024    | Gaja Maciale         | 357.000        | 8,1%  | [ 25 ] |
| 7  | 31 marzo 2024    | Maccio Capatonda     | 388.000        | 5,9%  | [ 26 ] |
| 8  | 6 aprile 2024    | Alessandro Egger     | 302.000        | 9,9%  | [ 27 ] |